# U-52 (1938)
| U-52                       | U-52 | U-52 |
| -------------------------- | --- | --- |
|                            | | |
|                            | | |
| Підводний човен U-52       | | |
| Під прапором               | Третій Рейх | Третій Рейх |
| Спуск на воду              | 21 грудня 1938 року                                                                                                | 21 грудня 1938 року                                                                                                |
| Виведений зі складу флоту  | 4 лютого 1939 року                                                                                                 | 4 лютого 1939 року                                                                                                 |
| Сучасний статус            | 3 травня 1945 року затоплений екіпажем у Данцигу                                                                   | 3 травня 1945 року затоплений екіпажем у Данцигу                                                                   |
| Проєкт                     | | |
| Тип ПЧ                     | Торпедний ДПЧ | Торпедний ДПЧ |
| Розробник проєкту          | Friedrich Krupp Germaniawerft, Кіль                                                                                | Friedrich Krupp Germaniawerft, Кіль                                                                                |
| Вартість                   | 4 439 000 ℛℳ | 4 439 000 ℛℳ |
| Основні характеристики     | | |
| Швидкість (надводна)       | 17,9 вузла | 17,9 вузла |
| Швидкість (підводна)       | 8 вузлів | 8 вузлів |
| Робоча глибина занурення   | 100 м | 100 м |
| Гранична глибина занурення | 220 м | 220 м |
| Автономність плавання      | 135—174 км на швидкості 4 вузли (в підводному положенні) 11 470 км на швидкості 10 вузлів (у надводному положенні) | 135—174 км на швидкості 4 вузли (в підводному положенні) 11 470 км на швидкості 10 вузлів (у надводному положенні) |
| Екіпаж                     | 44—60 осіб | 44—60 осіб |
| Розміри                    | | |
| Довжина найбільша (по КВЛ) | 66,5 м | 66,5 м |
| Ширина корпусу найб.       | 6,2 м | 6,2 м |
| Середня осадка (по КВЛ)    | 4,74 м | 4,74 м |
| Водотоннажність надводна   | 753 т | 753 т |
| Озброєння                  | | |
| Артилерія                  | 1 × 88-мм палубна гармата SK C/35 1 × 20-мм зенітна гармата FlaK 30 Flakvierling                                   | 1 × 88-мм палубна гармата SK C/35 1 × 20-мм зенітна гармата FlaK 30 Flakvierling                                   |
| Торпедно- мінне озброєння  | 4 носових і один кормовий ТА. 14 торпед або 26 мін TMA або 39 мін TMB                                              | 4 носових і один кормовий ТА. 14 торпед або 26 мін TMA або 39 мін TMB                                              |

U-52 — німецький підводний човен типу VII B, що входив до складу Військово-морських сил Третього Рейху за часів Другої світової війни. Закладений 9 березня 1937 року на верфі Friedrich Krupp Germaniawerft у Кілі. Спущений на воду 21 грудня 1938 року, 4 лютого 1939 року корабель увійшов до складу ВМС нацистської Німеччини.

## Історія
U-52 належав до німецьких підводних човнів типу VII, найчисленнішого типу субмарин Третього Рейху, яких було випущено 703 одиниці. 19 серпня 1939 року, за два тижні до початку Другої світової війни, підводний човен вийшов у визначений район у Північній Атлантиці для проведення атак на транспортних комунікаціях противника. Із 3 вересня 1939 року, коли на морі розпочався період активних бойових дій, і до останнього походу у квітні-травні 1941 року U-52 здійснив 8 бойових походів в Атлантичний океан. Підводний човен потопив 13 суден противника сумарною водотоннажністю 56 333 брутто-регістрових тонни.
1 травня 1941 року U-52 повернувся з останнього походу та переведений на Балтійське море. З того часу U-52 ніколи на брав участь у бойових походах, на його базі проводилася підготовка підводників. 3 травня 1945 року затоплений ракетами чотирьох британських «Тайфун» у Нойштадті.

## Командири ПЧ
- оберлейтенант-цур-зее Вольфганг Бартен (нім. Wolfgang Barten) (4 лютого — 17 вересня 1939);
- капітан-лейтенант Отто Зальман (нім. Otto Salman) (14 листопада 1939 — 9 червня 1941);
- капітан-лейтенант Гельмут Мельманн (нім. Helmut Möhlmann) (20 березня — 15 квітня 1941);
- капітан-лейтенант Вольф-Рюдігер фон Рабенау (нім. Wolf-Rüdiger von Rabenau) (10 червня — 6 липня 1941);
- оберлейтенант-цур-зее барон Вальтер фон Фрейберг-Айзенберг-Алльмендінген (нім. Walter Freiherr von Freyberg-Eisenberg-Allmendingen) (7 липня 1941 — 13 січня 1942);
- оберлейтенант-цур-зее Фрідріх Мумм (нім. Friedrich Mumm) (16 січня — 24 липня 1942);
- оберлейтенант-цур-зее Герман Россманн (нім. Hermann Rossmann) (25 липня 1942 — 31 березня 1943);
- оберлейтенант-цур-зее Ернст-Август Ракі (нім. Ernst-August Racky) (1 квітня — 22 жовтня 1943).

## Перелік уражених U-52 суден у бойових походах
| №                                                       | Дата           | Назва          | Тип                | Належність          | Водотоннажність (брт) | Вантаж                                                                  | Конвой        | Результат та координати                                               | Наслідки атаки для екіпажу      | Прим. |
| ------------------------------------------------------- | -------------- | -------------- | ------------------ | ------------------- | --------------------- | ----------------------------------------------------------------------- | ------------- | --------------------------------------------------------------------- | ------------------------------- | ----- |
| Перший похід (19.08—17.09.1939, 30 діб; Кіль—Кіль)      |                |                |                    |                     |                       |                                                                         |               |                                                                       |                                 |       |
| Четвертий похід (8.06—21.07.1940, 44 доби; Кіль—Лор'ян) |                |                |                    |                     |                       |                                                                         |               |                                                                       |                                 |       |
| 1                                                       | 19 червня 1940 | The Monarch    | суховантажне судно | Велика Британія     | 824                   | баласт                                                                  |               | потоплено 47°20′ пн. ш. 4°40′ зх. д. / 47.333° пн. ш. 4.667° зх. д.   | 12 (12 загиблих та 0 вціліло)   |       |
| 2                                                       | 19 червня 1940 | Ville de Namur | пасажирське судно  | Бельгія             | 7 463                 | коні                                                                    |               | потоплено 46°25′ пн. ш. 4°35′ зх. д. / 46.417° пн. ш. 4.583° зх. д.   | 79 (25 загиблих та 54 вціліло)  |       |
| 3                                                       | 21 червня 1940 | Hilda          | суховантажне судно | Фінляндія           | 1 144                 | 1500 тонн зерна                                                         |               | потоплено 46°25′ пн. ш. 4°35′ зх. д. / 46.417° пн. ш. 4.583° зх. д.   | 16 (5 загиблих та 11 вціліло)   |       |
| 4                                                       | 14 липня 1940  | Thetis A.      | суховантажне судно | Грецьке королівство | 4 111                 | зерно                                                                   |               | потоплено 47°40′ пн. ш. 13°20′ зх. д. / 47.667° пн. ш. 13.333° зх. д. | 29 (9 загиблих та 20 вціліло)   |       |
| П'ятий похід (27.07—13.08.1940, 18 діб; Лор'ян—Кіль)    |                |                |                    |                     |                       |                                                                         |               |                                                                       |                                 |       |
| 5                                                       | 4 серпня 1940  | King Alfred    | суховантажне судно | Велика Британія     | 5 272                 | 6 750 тонн крепежного матеріалу                                         | Конвой HX 60  | потоплено 56°59′ пн. ш. 17°38′ зх. д. / 56.983° пн. ш. 17.633° зх. д. | 39 (8 загиблих та 31 вижив)     |       |
| 6                                                       | 4 серпня 1940  | Gogovale       | суховантажне судно | Велика Британія     | 4 586                 | 6 386 тонн борошна                                                      | Конвой HX 60  | потоплено 56°59′ пн. ш. 17°38′ зх. д. / 56.983° пн. ш. 17.633° зх. д. | 39 (3 загинуло та 36 вціліло)   |       |
| 7                                                       | 4 серпня 1940  | Geraldine Mary | суховантажне судно | Велика Британія     | 7 244                 | 6112 тонн газетного паперу та 494 тонни целюлози                        | Конвой HX 60  | потоплено 56°46′ пн. ш. 15°48′ зх. д. / 56.767° пн. ш. 15.800° зх. д. | 51 (3 загинуло та 48 вціліло)   |       |
| Шостий похід (17.11—28.12.1940, 42 доби; Кіль—Лор'ян)   |                |                |                    |                     |                       |                                                                         |               |                                                                       |                                 |       |
| 8                                                       | 2 грудня 1940  | Tasso          | суховантажне судно | Велика Британія     | 1 586                 | 1300 тонн колод                                                         | Конвой HX 90  | потоплено 55°03′ пн. ш. 18°04′ зх. д. / 55.050° пн. ш. 18.067° зх. д. | 32 (5 загинуло та 27 вціліло)   |       |
| 9                                                       | 2 грудня 1940  | Goodleigh      | суховантажне судно | Велика Британія     | 5 448                 | 8400 тонн деревини та 1000 тонн цинку                                   | Конвой HX 90  | потоплено 55°02′ пн. ш. 18°45′ зх. д. / 55.033° пн. ш. 18.750° зх. д. | 37 (1 загиблий та 36 вціліло)   |       |
| Сьомий похід (22.01—24.02.1941, 34 доби; Лор'ян—Лор'ян) |                |                |                    |                     |                       |                                                                         |               |                                                                       |                                 |       |
| 10                                                      | 4 лютого 1941  | Ringhorn       | суховантажне судно | Норвегія            | 1 298                 | 1300 тонн вугілля                                                       | Конвой OB 280 | потоплено 55°46′ пн. ш. 22°36′ зх. д. / 55.767° пн. ш. 22.600° зх. д. | 19 (14 загинули та 5 вціліло)   |       |
| 11                                                      | 10 лютого 1941 | Canford Chine  | суховантажне судно | Велика Британія     | 3 364                 | генеральні вантажі та вугілля                                           | Конвой OG 52  | потоплено 55°51′ пн. ш. 17°35′ зх. д. / 55.850° пн. ш. 17.583° зх. д. | 36 (усі загинули)               |       |
| Восьмий похід (3.04—1.05.1941, 29 діб; Лор'ян—Кіль)     |                |                |                    |                     |                       |                                                                         |               |                                                                       |                                 |       |
| 12                                                      | 10 квітня 1941 | Saleier        | суховантажне судно | Нідерланди          | 6 563                 | вугілля                                                                 | Конвой OB 306 | потоплено 58°04′ пн. ш. 30°48′ зх. д. / 58.067° пн. ш. 30.800° зх. д. | 63 (усі вціліли)                |       |
| 13                                                      | 14 квітня 1941 | Ville de Liège | пасажирське судно  | Бельгія             | 7 430                 | Генеральні вантажі, зокрема 6121 тонна сталі, шерсті, пшениці та бекону |               | потоплено 59°50′ пн. ш. 29°30′ зх. д. / 59.833° пн. ш. 29.500° зх. д. | 52 (40 загиблих та 12 вцілілих) |       |